# José María Castiñeira de Dios
José María Castiñeira de Dios (Ushuaia, Tierra del Fuego, 30 de marzo de 1920-2 de mayo de 2015) fue un poeta, escritor de vasta obra y funcionario público en el campo de la cultura. Fue alumno del poeta y novelista Leopoldo Marechal (1900-1970) y desde los 18 años, produjo una veintena de libros, entre ellos Del ímpetu dichoso (1942), por el que obtuvo el Primer Premio de Literatura de la ciudad de Buenos Aires. En 2009 publicó su obra completa en poesía en un tomo que tituló Obra, 1938 - 2008, y que editó la Universidad Nacional de Lanús.

## Juventud
Había nacido en Ushuaia el 30 de marzo de 1920.  A los 20 años, su poema Elegía del clavel se publicó en el suplemento literario de La Nación, que dirigía Eduardo Mallea. A los 21 años, con su poema Del ímpetu dichoso ganó el Primer Premio Municipal de Literatura junto con Manuel Mujica Lainez y Silvina Bullrich.

## En el peronismo
Castiñeira de Dios integró el núcleo fundador del justicialismo. En el periodo 1944-1955, estuvo entre los primeros hombres que integraron la Junta Pro-Candidatura del Coronel Perón. Trabajó junto a Eva Perón y creó la Peña de Eva Perón que ella habrá de presidir. Después del golpe de Estado de 1955 fue designado por Perón miembro del Comando Táctico en la Resistencia. 

## En la función pública
Entre 1950/52, ocupó cargos nacionales como los de director general y, luego, secretario de Cultura; fue director de la Biblioteca Nacional; secretario de Estado en Prensa y Difusión de la Presidencia; director nacional del Libro y Secretario de Estado de Ética Pública. Además director general de Cultura del Ministerio de Educación, presidente de la Comisión Nacional de Cultura y presidente del Instituto Nacional Sanmartiniano, cargos de los que fue expulsado tras el golpe de 1955.
Presidió la Comisión Nacional de Cultura, y el Instituto Nacional Sanmartininano (en el Año del Libertador San Martín). En 1956 el dictador Pedro Eugenio Aramburu firma el 5 de marzo el decreto-ley N.º 4.161 que prohibió hasta el uso de determinadas palabras ligadas al peronismo, que incidió en la labor de periodistas y autores, instalando la censura en diferentes medios a lo que Castañeira se opuso. En pleno régimen militar de la Revolución Libertadora fue uno de los miembros del Comando Táctico de la Resistencia Peronista, designado por el propio Perón desde el exilio.
Fue director en el Fondo Nacional de las Artes (1973/74); director de la Biblioteca Nacional (1989/92); secretario de Estado de Cultura de la Nación (1992/94); secretario de Estado a cargo de la Oficina de Ética Pública de la Presidencia de la Nación (1997) y asesor presidencial con rango de secretario de Estado, “ad-honorem” (1998).
Durante tres años, por reelección anual sucesiva de la Organización de los Estados Americanos con sede en Washington D. C., fue presidente de la “Comisión para la Educación, la Ciencia y la Cultura” y vicepresidente de la “Comisión Nacional Argentina ante la UNESCO”. Fue presidente de la Sociedad Argentina de Escritores (SADE) y miembro honorario de la Academia Argentina de Letras. Fue distinguido como Personalidad Destacada de la Cultura y Mención de Honor Domingo Faustino Sarmiento, que otorga el Senado de la Nación.

## Actividad privada
Fue responsable de campañas publicitarias para las heladeras Saccol, los caldos Knorr Suiza y el té Cross & Blackwell, y ocupó cargos gerenciales en Fiat, Nestlé y McCann Ericson.

## En el ámbito de la cultura
- Académico Honorario de la Academia Argentina de Letras,
- Académico Correspondiente Hispanoamericano de la Real Academia Española en la República Argentina,
- Académico Emérito de la Academia Nacional de Periodismo,
- Académico Emérito de la Academia Nacional Sanmartiniana y
- Miembro de Honor del Instituto Nacional Belgraniano y del Instituto Nacional Newberiano.
- Presidió la Sociedad Argentina de Escritores.[3]
- Fue profesor honorario de la Universidad del Salvador.[3]

## Méritos y honores
Es considerado uno de los poetas más representativos de la "Generación del 40". 
En 1983 la Sociedad Argentina de Escritores le otorgó la “Faja de Honor” por su producción literaria y en 2003 el Gran Premio de Honor “por su obra literaria, su permanente apoyo a los escritores argentinos, su desempeño como Presidente de la Sociedad Argentina de Escritores y su ejemplaridad ética”.
En 2003 la Legislatura de la provincia de Buenos Aires le otorgó el premio Martín Fierro “por su trayectoria literaria y su invalorable aporte a la cultura bonaerense”. 
También en 2003, la Fundación Argentina para la Poesía le otorgó el Gran Premio de Honor “por su valiosa e importante trayectoria y por el aporte que ello ha significado en el desarrollo de nuestra cultura”. 
En 2004, fue honrado por la Cámara de diputados de la Nación entre los "Mayores Notables" del país "por su vida, por su obra, por su ética que ha honrado a su patria con su accionar". 
El Instituto Nacional Sanmartiniano le otorgó las “Palmas Sanmartinianas”. 
Su provincia natal lo honró en forma reiterada: la Legislatura de Ushuaia lo designó “Ciudadano Ilustre” y el Gobierno de Tierra del Fuego “Ciudadano Benemérito”. 
En 2008 la Legislatura de la Ciudad de Buenos Aires lo distinguió con el título de “Personalidad destacada de la Cultura”. 
En 2009, recibió la distinción de Personalidad Destacada de la Cultura de la Ciudad de Buenos Aires, por una vida de militancia peronista y católica.
El 25 de agosto de 2010 el Senado de la Nación aprobó un proyecto de declaración expresando “su reconocimiento a su trayectoria”.
En 2014 recibió la Mención de Honor Domingo Faustino Sarmiento otorgada por el Senado de la Nación por iniciativa del senador fueguino Jorge Alberto Garramuño.

### En el mundo
Fue condecorado por 
- España Gran cruz de la Orden del Mérito Civil
- Caballero de la Orden de Isabel la Católica
- Francia, con el grado de “Caballero de la Orden de las Artes y las Letras”.
- Es miembro de Honor de la “Orden da Vieira” de Galicia (España).[3]

### Reconocimientos de la Iglesia católica
Según el Cardenal Primado Antonio Quarracino, fue “la voz más alta de la actual poesía católica argentina”. 
La Iglesia argentina le otorgó el premio José Manuel Estrada, concedido “a quienes han hecho una obra maestra de su vida y su obra” y la Comisión Arquidiocesana para la Cultura lo designó “Maestro de las Letras Argentinas, en reconocimiento de su obra poética”. 
En la XII Exposición del Libro Católico se le otorgó el primer premio en poesía, “Faja de Honor Leonardo Castellani”, a su libro “Poesía Religiosa” y en la XV Exposición del Libro Católico se le concedió el premio más alto que la misma otorga, la “Estatuilla Padre Leonardo Castellani, en reconocimiento a quienes hayan contribuido con su producción, obra, aplicación y trabajo a la difusión de los valores intelectuales en nuestro medio, con una conciencia de servicio y un anclaje en nuestra realidad argentina”. 
En agosto de 2002 el Arzobispo de Buenos Aires, Cardenal Jorge Mario Bergoglio, le hizo entrega del premio “Juntos Educar” cuyo sentido es “alentar y promover modelos de nuestra sociedad para acercarlos a los niños y los jóvenes de nuestra Ciudad”.

## Obra
- Dos Canciones, ("plaquette", 1941).
- Del Ímpetu Dichoso, (1.ª edición, 1942); 1.er Premio Municipal de Literatura de Buenos Aires; (2.ª edición, 1944).
- Campo Sur, (1.ª edición, 1952, 2.ª edición, 1954).
- Las Antorchas, (1954).
- Tres Poemas Paternales, ("plaquette", 1960).
- Cada Día su Pena, (1960).
- El Leño Verde, (1960).
- Santos Vega y Campos Sur, (1967).
- El Santito Ceferino Namuncurá,  (1968, 2.ª edición, 2007); con prólogo del Cardenal Jorge M. Bergoglio.
- Testimonio Cristiano, (1.ª edición, 1982, 2.ª edición, 2007).
- Poesía Política, aquí y ahora, (1982).
- Del Amor para Siempre, (1983).
- Obra Poética, (Antología, 1985).
- Memorial de los Días, (1990).
- De las cosas que pasaron cuando nació Nuestro Señor Jesucristo, (1992); con prólogo del Cardenal Antonio Quarracino.
- Celebración del Santísimo Sacramento del Matrimonio y Cantos de Amor a Elena, (1996).
- De los Tiempos del Eclesiastés, (1997).
- Poesía Religiosa, (Antología, 1999).
- Cántico del Gran Jubileo, ("plaquette" 2000).
- Poesía, (Antología, 2001).
- Poesías Navideñas, (CD, 2003, con música de su hijo, José Luis Castiñeira de Dios).
- Poesía de un Militante, (2007).
- Obra "1938-2008", (Universidad Nacional de Lanús, 2009).
- En Loor de San Martín y los Patriotas de mayo de 1810, (2011).
- De Cara a la Vida (prosa), (2013).
- Don Orione en la conciencia social de los argentinos. Un hombre del pueblo para el pueblo (prosa), (2014).